# Betliar
Betliar é um município da Eslováquia, situado no distrito de Rožňava, na região de Košice. Tem 24,67 km² de área e sua população em 2018 foi estimada em 942 habitantes.

## Demografia
| Ano:        | 1994 | 2004   | 2014   | 2024   |
| ----------- | ---- | ------ | ------ | ------ |
| Broj ljudi: | 966  | 979    | 946    | 917    |
| Razlika:    |      | +1,34% | -3,37% | -3,06% |

| Ano:               | 2023 | 2024   |
| ------------------ | ---- | ------ |
| Número de pessoas: | 914  | 917    |
| Diferença:         |      | +0,32% |